# Рибарска Бања
Рибарска Бања је насељено место града Крушевца у Расинском округу. Према попису из 2011. године било је 189 становника а 2022. било је 109 становника (према попису из 1991. било је 245 становника).
Рибарска Бања се налази на обронцима Великог Јастрепца, удаљена je: од Крушевца 35 km, од Ниша 72 km и од Београда 220 km. Позната је од давнина по чистом ваздуху и лековитим термалним изворима. У бањи се налази савремена "Специјална болница" за лечење и рехабилитацију болесника. Објекти у бањи су грађени на иницијативу Карађорђевића, кнеза Александра и краља Петра Првог, коме је она била омиљена.

## Демографија
У насељу Рибарска Бања живи 221 пунолетни становник, а просечна старост становништва износи 42,5 година (41,8 код мушкараца и 43,2 код жена). У насељу има 105 домаћинстава, а просечан број чланова по домаћинству је 2,64.
Ово насеље је великим делом насељено Србима (према попису из 2002. године), а у последња три пописа, примећен је пораст у броју становника.
|  |

| Демографија | Демографија | Демографија |
| Година      | Становника  | Становника  |
| ----------- | ----------- | ----------- |
| 1948.       | 115         |             |
| 1953.       | 94          |             |
| 1961.       | 94          |             |
| 1971.       | 238         |             |
| 1981.       | 242         |             |
| 1991.       | 245         | 240         |
| 2002.       | 277         | 279         |

| Етнички састав према попису из 2002.‍ | Етнички састав према попису из 2002.‍ | Етнички састав према попису из 2002.‍ | Етнички састав према попису из 2002.‍ | Етнички састав према попису из 2002.‍ |
| ------------------------------------ | ------------------------------------ | ------------------------------------ | ------------------------------------ | ------------------------------------ |
|                                      |                                      |                                      |                                      |                                      |
| Срби                                 | Срби                                 |                                      | 272                                  | 98,19%                               |
| Југословени                          | Југословени                          |                                      | 3                                    | 1,08%                                |
| Муслимани                            | Муслимани                            |                                      | 1                                    | 0,36%                                |
| Македонци                            | Македонци                            |                                      | 1                                    | 0,36%                                |
| непознато                            | непознато                            |                                      | 0                                    | 0,0%                                 |

| Година пописа     | 1948. | 1953. | 1961. | 1971. | 1981. | 1991. | 2002. |
| ----------------- | ----- | ----- | ----- | ----- | ----- | ----- | ----- |
| Број домаћинстава | 30    | 62    | 66    | 91    | 94    | 93    | 105   |

| Број чланова      | 1  | 2  | 3  | 4  | 5 | 6 | 7 | 8 | 9 | 10 и више | Просек |
| ----------------- | -- | -- | -- | -- | - | - | - | - | - | --------- | ------ |
| Број домаћинстава | 29 | 28 | 15 | 24 | 4 | 4 | 1 | 0 | 0 | 0         | 2,64   |

| Пол    | Укупно | Неожењен/Неудата | Ожењен/Удата | Удовац/Удовица | Разведен/Разведена | Непознато |
| ------ | ------ | ---------------- | ------------ | -------------- | ------------------ | --------- |
| Мушки  | 113    | 29               | 73           | 7              | 4                  | 0         |
| Женски | 120    | 20               | 70           | 19             | 11                 | 0         |
| УКУПНО | 233    | 49               | 143          | 26             | 15                 | 0         |

| Пол    | Укупно                    | Пољопривреда, лов и шумарство | Рибарство                            | Вађење руде и камена | Прерађивачка индустрија       |
| ------ | ------------------------- | ----------------------------- | ------------------------------------ | -------------------- | ----------------------------- |
| Мушки  | 45                        | 6                             | 0                                    | 0                    | 0                             |
| Женски | 41                        | 3                             | 0                                    | 0                    | 0                             |
| УКУПНО | 86                        | 9                             | 0                                    | 0                    | 0                             |
| Пол    | Производња и снабдевање   | Грађевинарство                | Трговина                             | Хотели и ресторани   | Саобраћај, складиштење и везе |
| Мушки  | 0                         | 2                             | 1                                    | 0                    | 4                             |
| Женски | 0                         | 0                             | 4                                    | 0                    | 0                             |
| УКУПНО | 0                         | 2                             | 5                                    | 0                    | 4                             |
| Пол    | Финансијско посредовање   | Некретнине                    | Државна управа и одбрана             | Образовање           | Здравствени и социјални рад   |
| Мушки  | 0                         | 1                             | 1                                    | 0                    | 27                            |
| Женски | 0                         | 0                             | 0                                    | 2                    | 32                            |
| УКУПНО | 0                         | 1                             | 1                                    | 2                    | 59                            |
| Пол    | Остале услужне активности | Приватна домаћинства          | Екстериторијалне организације и тела | Непознато            | Непознато                     |
| Мушки  | 1                         | 0                             | 0                                    | 2                    | 2                             |
| Женски | 0                         | 0                             | 0                                    | 0                    | 0                             |
| УКУПНО | 1                         | 0                             | 0                                    | 2                    | 2                             |

## Галерија
- Рибарска Бања
- Улаз у Рибарску Бању
- Улаз у круг болнице
- Улаз-пут
- Центар бање
- Центар бање ноћу
- Спа центар дању
- Спа центар ноћу
- Отворени базен
- Вила Србија
- Вила Војводина
- Једна од скулптура
- Стаза и степенице
- Дечији парк за игру
- Етно мотив кочија
- Мостић
- Поток и мостић
- Етно башта
- Етно мотив
- Торањ-видиковац у бањи
- Поглед са торња на вилу и центар бање
- Поглед на базен са торња